# フォータム
フォータム（フィンランド語: Fortum Oyj）は、フィンランド・エスポーに本社を置く電力会社。世界12カ国に拠点を持ち、北欧諸国、バルト諸国、ポーランド、ロシア北西部を有力市場としている。ナスダック・ヘルシンキ上場企業（Nasdaq Nordic FUM1V）。

## 歴史

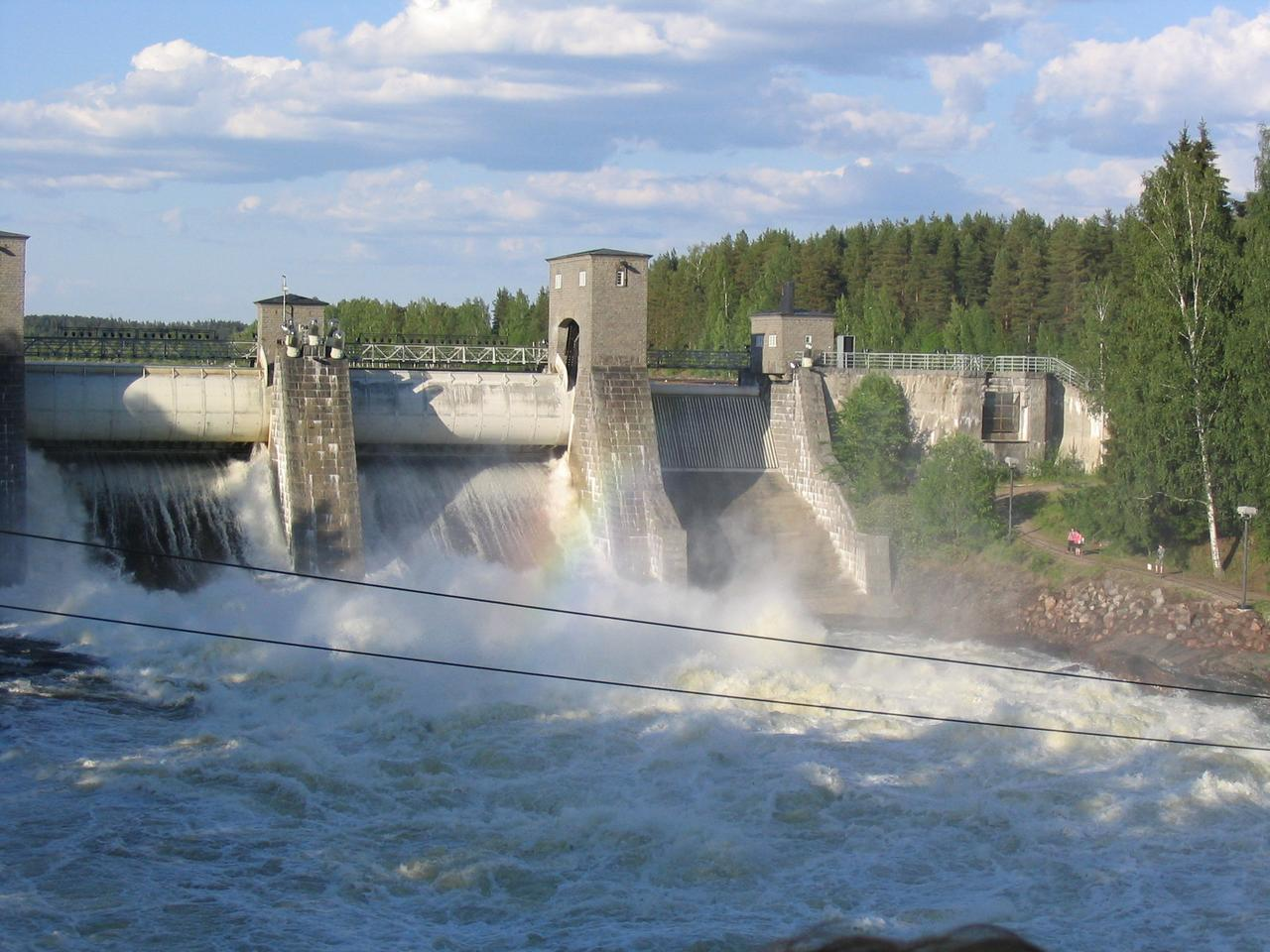
イマトラコスキ水力発電所

フォータムの前身はイマトラ電力であり、この企業は1932年にイマトラのイマトラコスキ水力発電所を運営するために設立された。イマトラ電力はオウルヨキ川の水力発電所、InkooとNaantaliの火力発電所、ロヴィーサ原子力発電所など多くの発電所を獲得した。フォータムは、国有石油会社のネステ石油とイマトラ電力の合併で1998年に設立された。2005年にネステは分離され、以後電力会社としてフィンランドおよび周辺諸国を中心に発送電事業を行っている。
ダウジョーンズ・サステナビリティ・インデックス登録される唯一の北欧の電力企業である。

## エネルギー生産

### 水力発電
水力発電は常にフォータムの中心的事業となっている。現在では260の水力発電所を主にフィンランドとスウェーデンで保有・運用しており、2010年で4,683MWの生産能力を持つ。水力はフォータムが北欧で発電する総量のうち48%で、フォータムが1年に発電する全電力の3分の1である。
フォータムは環境保全のためにISO14001標準を、健康と安全のためにOHSAS18001標準を満たしている。水力発電部門は安定した投資政策の恩恵を得ており、フォータムは継続的な水力発電に投資計画で1990年代初期から50基近いの水力発電所の近代化に2.7億ユーロを投資している。

### 原子力発電
フォータムは1977年から原子力発電をおこなっている。フィンランド国内のロヴィーサ原子力発電所の2基の原子炉を保有しており、国全体の10%程の電力を生産している。加えて、オルキルオト原子力発電所を運営するテオリスーデン・ヴォイマの株式を26.6％保有しており、テオリスーデン・ヴォイマはアレバ・シーメンス連合と共同運用する3号機を建設中である。
また、スウェーデンとともにフォルスマルク原子力発電所とオスカーシャム原子力発電所の原子炉を共同保有している。オスカーシャムの45.5%の株式を保有し、フォルスマルクの22%の株式を保有している。2004年には、スウェーデンの原子力発電能力 (13.4TWh / 75TWh)の内17.9%がフォータムによって生産されている。
第1地域発電のパートナーとしてロシアの原子力企業Polyarnye Zoriの株式の25.7%も保有している。

### 熱電併給
フォータムは北欧、バルト諸国、ポーランド、ロシア北西などの北東欧州において熱の販売も行っており、31箇所のプラントが地域熱供給を取り込んだ熱電併給を行っている。フォータムは世界でも4番目の熱生産企業である。
| 年度 | 生産量 (TWh) | 排出 (Gt CO2) | kg CO2/MWh |
| ---- | ------------ | ------------- | ---------- |
| 2002 | 48           | 7             | 146        |
| 2003 | 53           | 9.14          | 172        |
| 2004 | 56           | 7.93          | 143        |
| 2005 | 52           | 1.99          | 38         |
| 2006 | 54           | 5.82          | 107        |
| 2007 | 52           | 3.34          | 64         |
| 2008 | 53           | 2.16          | 41         |
| 2009 | 49           | 2.02          | 41         |

## 環境
フォータムはフィンランドにおけるエコラベル電力市場の最大手である。3の水力発電所施設、7のバイオ発電施設、4の風力発電施設など、フィンランドで最も多くのエコエネルギー認定発電所を所有している。フォータム自身の発行物によればスウェーデンにおいてのブラ・ミリヨーヴァル認定エネルギーの販売者である。

## 研究開発
フォータムの研究開発活動は下記のような異なるテーマに分かれる。
- 発電所の維持と寿命サイクル管理
- 燃焼技術
- 原子力安全と効率性
- 化石燃料からグリーンエネルギーへの転換
- 波力技術

フォータムは改善方法を提案することによって社員の技術進展と開発における貢献を促すために"フォータムイノベーション賞"を設立している。たとえば、3年次評価報告の際に、その間に描かれたすべてのアイデアのうち3つのアイデアが選ばれ、ネット500ユーロの賞金や報酬が与えられている。
フォータムは北欧でスマートグリッド活動を展開することでクリーンテックから利益を得て財政資金の収集に役立てている。

### 欧州市場
フォータムは市場開放下にある現代の欧州でエネルギープレイヤーとしての地位を持つ1社である。バルト諸国エネルギー市場相互接続計画を通して、バルト諸国から求められている需要を満たしている。2008年にロシアの電力企業TGC-10を取得してからは、西シベリアが重要な運用区域になり、フォータムの売上の2割弱を占めている。

### 持続可能な開発
フィンランド、スウェーデン、デンマーク、ノルウェー、アイスランド、ロシア、バルト海沿海地域において自治体、環境保護団体、研究機関と漁業の調査に参加している。また、ボスニア湾で毎年70万の稚魚(スモルト)を放流している。水力発電施設で調整された川や湖にパイクパーチ(pikeperches)やレイクトラウト(Touladi)などの白魚の再増殖にも参加している。

### 財団とパートナー
フォータム財団は児童保護、スポーツ、環境配慮、研究支援などにかかわっている。また、グリーンピースとともに活動している。